# سید موسی خادمی
سید موسی خادمی (زاده ۱۳۴۷ در کهگیلویه) سیاستمدار ایرانی است که به عنوان استاندار لرستان در دولت دوازدهم و استاندار کهگیلویه و بویراحمد در دولت یازدهم فعالیت می‌کرد.
او دانش آموخته کارشناسی در رشته مهندسی مکانیک با گرایش سیالات و دکتری در رشته مدیریت استراتژیک می‌باشد.
خادمی شانزدهمین استاندار لرستان و هجدهمین استاندار کهگیلویه و بویراحمد بود.